# Tim Väyrynen
Tim Väyrynen (Espoo, Finlandia, 30 de marzo de 1993) es un futbolista finlandés que juega en la demarcación de delantero para el IF Gnistan de la Veikkausliiga.

## Trayectoria
Su debut como profesional fue el 16 de octubre de 2010 con el FC Honka en un partido de Veikkausliiga.

### FC Vaduz
El 21 de febrero de 2023 se hace oficial su llegad al FC Vaduz firmando un contrato hasta finales de año. Su primer partido con el club fue el 26 de febrero en liga ante el Neuchâtel Xamax FC entrando de cambio al 64' por Dejan Djokic, al final su equipo terminó cayendo por marcador de 1-2.

## Selección nacional
Ha sido parte de la selección de fútbol sub-19 de Finlandia y también de la selección de fútbol sub-21 de Finlandia. Su debut con la selección mayor fue el 21 de mayo de 2014 en un partido amistoso ante República Checa.

## Estadísticas

### Clubes
Actualizado al último partido jugado el 17 de diciembre de 2023.
| FC Honka · Finlandia | 1.ª                 | 2010                | 1   | 0  | 1  | 0  | -  | - | 2   | 0   | 0    |
| FC Honka · Finlandia | 1.ª                 | 2011                | 27  | 7  | 3  | 1  | 2  | 0 | 32  | 8   | 0.25 |
| FC Honka · Finlandia | 1.ª                 | 2012                | 29  | 10 | 7  | 3  | -  | - | 36  | 13  | 0.36 |
| FC Honka · Finlandia | 1.ª                 | 2013                | 24  | 17 | 2  | 0  | 2  | 0 | 28  | 17  | 0.61 |
| FC Honka · Finlandia | Total               | Total               | 81  | 34 | 13 | 4  | 4  | 0 | 98  | 38  | 0.39 |
| Borussia Dortmund II · Alemania | 3.ª                 | 2013-14             | 8   | 2  | -  | -  | -  | - | 8   | 2   | 0.25 |
| Borussia Dortmund II · Alemania | 3.ª                 | 2014-15             | 11  | 0  | -  | -  | -  | - | 11  | 0   | 0.00 |
| Borussia Dortmund II · Alemania | Total               | Total               | 19  | 2  | 0  | 0  | 0  | 0 | 19  | 2   | 0.11 |
| FC Viktoria Colonia · Alemania | 4.ª                 | 2015-16             | 13  | 7  | -  | -  | -  | - | 13  | 7   | 0.54 |
| FC Viktoria Colonia · Alemania | Total               | Total               | 13  | 7  | 0  | 0  | 0  | 0 | 13  | 7   | 0.54 |
| Dinamo Dresde · Alemania | 3.ª                 | 2015-16             | 14  | 3  | -  | -  | -  | - | 14  | 3   | 0.21 |
| Dinamo Dresde · Alemania | 2.ª                 | 2016-17             | 1   | 0  | -  | -  | -  | - | 1   | 0   | 0.00 |
| Dinamo Dresde · Alemania | Total               | Total               | 15  | 3  | 0  | 0  | 0  | 0 | 15  | 3   | 0.20 |
| FC Hansa Rostock · Alemania | 3.ª                 | 2016-17             | 12  | 1  | -  | -  | -  | - | 12  | 1   | 0.08 |
| FC Hansa Rostock · Alemania | 3.ª                 | 2017-18             | 29  | 4  | -  | -  | -  | - | 29  | 4   | 0.14 |
| FC Hansa Rostock · Alemania | Total               | Total               | 41  | 5  | 0  | 0  | 0  | 0 | 41  | 5   | 0.12 |
| Roda JC · Países Bajos | 2.ª                 | 2018-19             | 13  | 0  | 1  | 1  | -  | - | 14  | 1   | 0.07 |
| Roda JC · Países Bajos | Total               | Total               | 13  | 0  | 1  | 1  | 0  | 0 | 14  | 1   | 0.07 |
| HJK Helsinki · Finlandia | 1.ª                 | 2019                | 12  | 2  | -  | -  | 4  | 2 | 16  | 4   | 0.25 |
| HJK Helsinki · Finlandia | 1.ª                 | 2020                | 21  | 9  | 8  | 4  | -  | - | 29  | 13  | 0.45 |
| HJK Helsinki · Finlandia | Total               | Total               | 33  | 11 | 8  | 4  | 4  | 2 | 45  | 17  | 0.38 |
| KF Tirana · Albania | 1.ª                 | 2019                | 15  | 0  | -  | -  | -  | - | 15  | 0   | 0    |
| KF Tirana · Albania | Total               | Total               | 15  | 0  | 0  | 0  | 0  | 0 | 15  | 0   | 0    |
| KuPS · Finlandia | 1.ª                 | 2021                | 13  | 9  | 3  | 1  | 2  | 0 | 18  | 10  | 0.56 |
| KuPS · Finlandia | 1.ª                 | 2022                | 24  | 11 | 4  | 2  | 6  | 2 | 34  | 15  | 0.44 |
| KuPS · Finlandia | Total               | Total               | 37  | 20 | 7  | 3  | 8  | 2 | 52  | 25  | 0.48 |
| FC Vaduz · Suiza | 2.ª                 | 2022-23             | 11  | 0  | 1  | 1  | -  | - | 12  | 1   | 0.08 |
| FC Vaduz · Suiza | 2.ª                 | 2023-24             | 6   | 2  | -  | -  | -  | - | 6   | 2   | 0.33 |
| FC Vaduz · Suiza | Total               | Total               | 17  | 2  | 1  | 1  | 0  | 0 | 18  | 3   | 0.17 |
| Total en su carrera | Total en su carrera | Total en su carrera | 284 | 84 | 30 | 13 | 17 | 4 | 331 | 101 | 0.31 |
| (1) Incluye datos de Copa de Finlandia, Copa de la Liga de Finlandia y Copa de los Países Bajos. (2) Incluye datos de Liga Europa de la UEFA y Liga Europa Conferencia de la UEFA. |                     |                     |     |    |    |    |    |   |     |     |      |

### Hat-tricks
| 1 | 10 de abril de 2012      | Kaurialan kenttä, Hämeenlinna   | FC Honka - FC Hämeenlinna | Gol · Gol · Gol | 4-0 | Copa de Finlandia |
| 2 | 23 de septiembre de 2013 | Tapiolan Urheilupuisto, Tapiola | FC Honka - JJK Jyväskylä  | Gol · Gol · Gol | 3-3 | Veikkausliiga     |

## Palmarés

### Campeonatos nacionales
| Título                | Club           | País          | Año     |
| --------------------- | -------------- | ------------- | ------- |
| Copa de la Liga       | F. C. Honka    | Finlandia     | 2010    |
| Copa de la Liga       | F. C. Honka    | Finlandia     | 2011    |
| Copa de Finlandia     | F. C. Honka    | Finlandia     | 2012    |
| 3. Liga               | Dinamo Dresden | Alemania      | 2015-16 |
| Copa de Finlandia     | HJK Helsinki   | Finlandia     | 2020    |
| Veikkausliiga         | HJK Helsinki   | Finlandia     | 2020    |
| Copa de Finlandia     | KuPS Kuopio    | Finlandia     | 2022    |
| Copa de Liechtenstein | F. C. Vaduz    | Liechtenstein | 2022-23 |
| Copa de Liechtenstein | F. C. Vaduz    | Liechtenstein | 2023-24 |

### Distinciones individuales
| Distinción                                     | Año  |
| ---------------------------------------------- | ---- |
| Máximo goleador de la Veikkausliiga (17 goles) | 2013 |